# Мельгуновский курган
Мельгуновский курган или Литая (Красная) Могила — один из древнейших курганов царских скифов второй половины VII века до н. э., раскопанный в 1763 генерал-губернатором Новороссийской губернии А. П. Мельгуновым в урочище Кучеровы Байраки близ сёл Копани и Кучеровка близ Елизаветграда (ныне Кропивницкого района Кировоградской области Украины). Один из наиболее древних памятников скифской культуры Северного Причерноморья.
Литая Могила вобрала в себя признаки не только привнесённой культуры Востока, но и местных хлеборобов. Покрытая слоем чернозёма насыпь из опалённой глины, металлов, горелых костей, камней достигал более десяти метров. На вершине восседает каменная баба.
Устройство насыпи и могилы осталось невыясненным. Известно лишь, что в основании кургана были следы сожжения, а вещи находились на глубине около 1,8 м в гробнице, обложенной каменными плитами. Под каменными плитами кургана находилось много золотых, серебряных, бронзовых и железных вещей.
Из находок наиболее интересен железный меч скифского типа в золотых ножнах, украшенных изображениями фантастических существ в смешанном урарто-скифском стиле, 17 массивных золотых блях в виде степных орлов (этот образ щедро использован при создании герба Кировоградской области). Найдены также скифские наконечники стрел, золотые диадема, золотая оковка рукоятки меча, ленточка с фигурками обезьян и ибисов, бляшки в виде орлов, серебряные ножки от трона урартской работы. Видимо, курган был насыпан над погребением богатого воина-вождя, возможно участника скифских походов в Переднюю Азию.
Найденное сокровище исторического прошлого в качестве подарка Екатерине ІІ генерал Мельгунов вскоре лично отвёз в Санкт-Петербург. Находки из Литой Могилы первоначально поступили в Кунсткамеру, в 1859 и 1894 годах — в Эрмитаж; некоторые вещи в 1932 году были переданы в музеи Харькова и погибли во время Великой Отечественной войны.
Ныне сокровища Литой Могилы хранятся в Эрмитаже.
По мнению большинства исследователей работы, проведённые по указанию генерал-губернатора Новороссийской губернии Алексея Мельгунова, стали началом истории полевых археологических исследований на Украине.
Доследован курган В. Н. Ястребовым (1894) и Н. М. Бокий (июль-август 1990).